# Banchina ferroviaria
La banchina ferroviaria è quel marciapiede, spesso rialzato, presente nelle stazioni e fermate ferroviarie, di qualsiasi mezzo di trasporto a guida vincolata su rotaie dal quale avviene il carico e lo scarico di merci e/o viaggiatori dai mezzi di trasporto. Possono essere dotate di una pensilina per il riparo dal maltempo e dal sole. In Italia l'altezza delle banchine sul piano del ferro è fissata sui 55 cm ed eccezionalmente può raggiungere i 25 cm. La larghezza minima è fissata su 1 m.

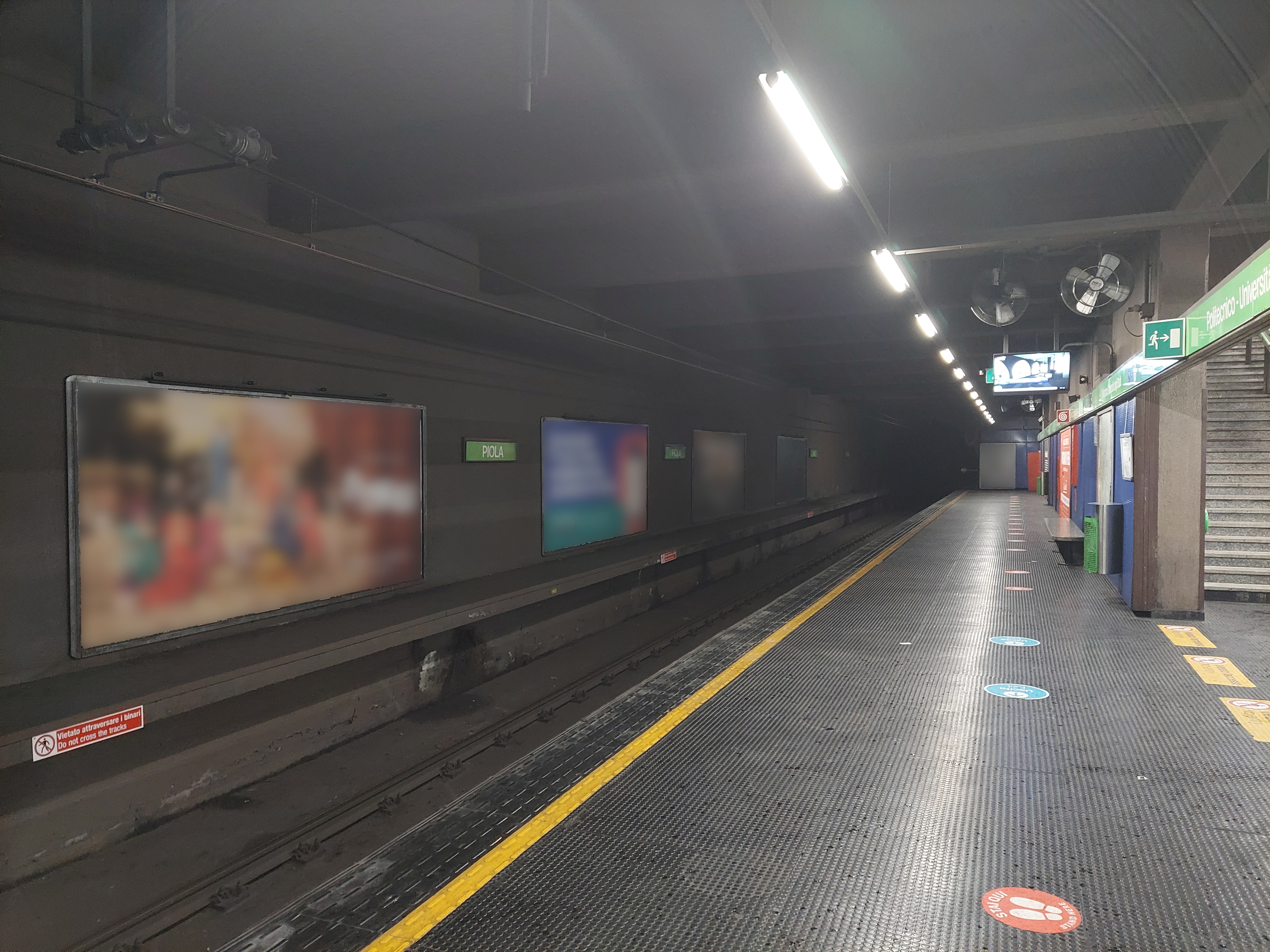
La banchina laterale della stazione di Piola della M2

## Tipologie

### Banchina laterale
La banchina laterale, come suggerisce il nome, si trova a lato di un singolo binario e spesso è comunicante con il fabbricato viaggiatori della stazione. Consente di accedere solo ai mezzi che si fermano su tale binario.

### Banchina mediana
La banchina mediana (o banchina centrale, o banchina ad isola) si trova tra due o più binari e permette l'accesso ai mezzi che si fermano su entrambi. Questa soluzione permette di velocizzare l'interscambio tra i mezzi che fermano alla banchina. In genere, quando un binario ha banchine su entrambi i lati, le porte del convoglio vengono aperte esclusivamente da una parte. Nella progettazione del piazzale di una stazione spesso vengono combinate banchine laterali con banchine mediane al fine di rendere più intermodale e rapido l'interscambio.

### Piano caricatore

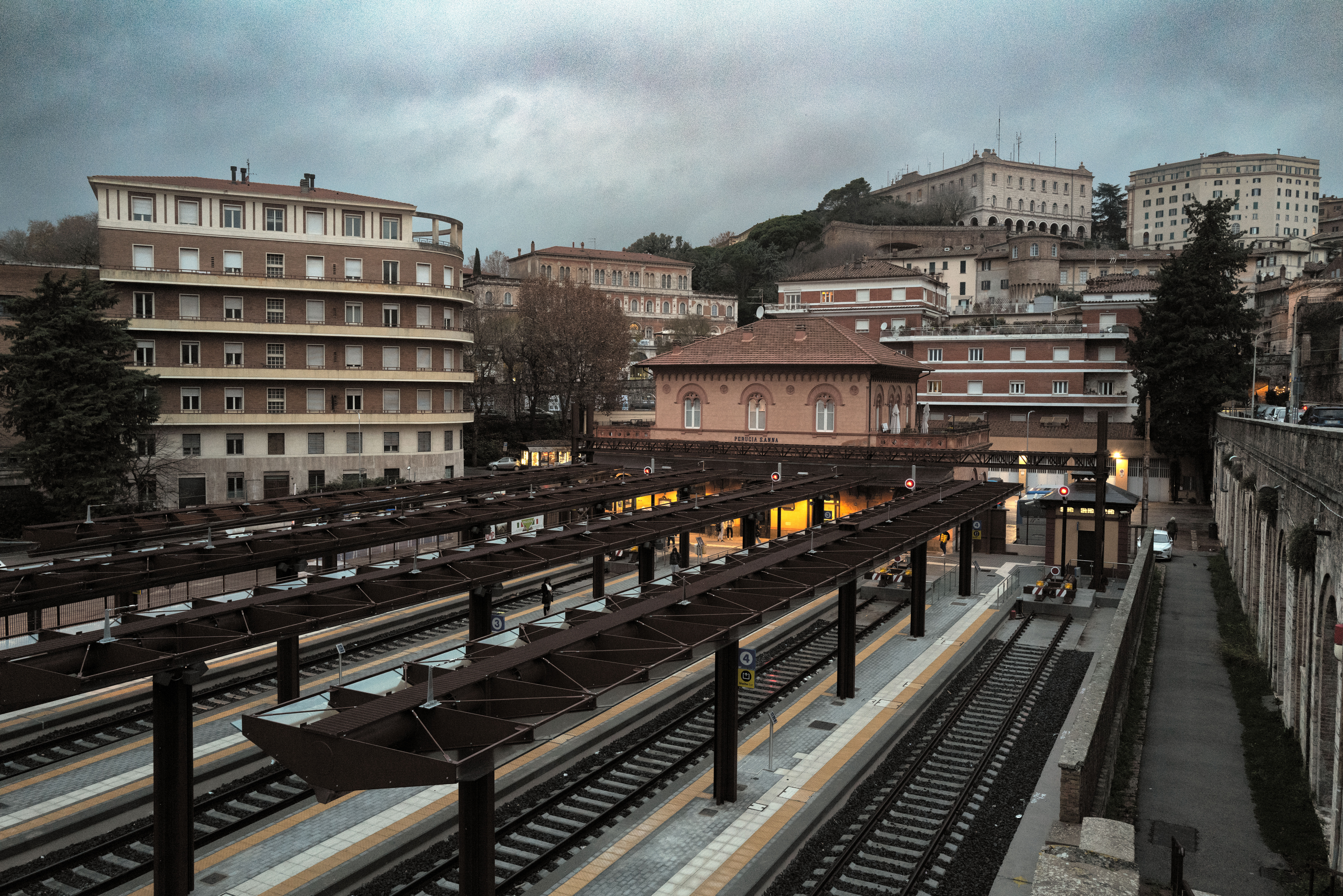
Una veduta aerea delle banchine della stazione di Perugia Sant'Anna

Il piano caricatore è un'infrastruttura tipicamente atta al carico e scarico delle merci. Si tratta di una lunga banchina di altezza standard che permette l'accesso diretto al piano di carico dei carri ferroviari. La dimensione di lunghezza è variabile e dipende dalla quantità di merci e veicoli che devono essere caricati contemporaneamente. L'altezza e la distanza dal piano del ferro deve essere strettamente rispettata nel caso di rotabile ferroviario perché possa liberamente circolare senza problemi. Il piano caricatore può essere di tipo semplice o di tipo coperto; nel secondo caso in genere è presente una tettoia di copertura e un magazzino o deposito per le merci movimentate.

### Incarrozzamento a raso
Molte banchine presentano il piano di calpestio più basso di quello delle carrozze, obbligando a salire uno o più gradini per accedere ai mezzi. Nel caso in cui i due piani di calpestio siano sullo stesso livello, come spesso avviene nelle stazioni e nei convogli più recenti, le banchine si definiscono "a raso". Alcune stazioni dispongono di dispositivi che permettono un più agevole accesso ai treni alle persone con disabilità nelle banchine a raso.

## Funzioni di sicurezza
Per questioni di sicurezza, le banchine presentano una striscia gialla che indica la distanza di sicurezza dal bordo della banchina stessa, che i viaggiatori non devono oltrepassare per evitare di entrare nel raggio d'azione dei veicoli. Alcune stazioni più moderne, soprattutto quelle metropolitane, per aumentare il livello di sicurezza dei viaggiatori, sono dotate di vetrate fisse e porte di banchina scorrevoli che aprono solo all'arrivo del convoglio, che si deve fermare in modo tale che le sue porte siano perfettamente allineate con quelle di banchina.